# Dingel und Eberschützer Klippen
Dingel und Eberschützer Klippen bezeichnet ein FFH-, Natur- und Landschaftsschutzgebiet in den hessischen Städten Hofgeismar und Trendelburg im Landkreis Kassel.

## Allgemeines
Das Naturschutzgebiet mit der Gebietsnummer 1633018 ist 112,25 Hektar, das Landschaftsschutzgebiet ist 35,6 Hektar groß. Die beiden Schutzgebiete grenzen direkt aneinander. Das Landschaftsschutzgebiet grenzt im Westen an eine Teilfläche des Naturschutzgebietes „Kalkmagerrasen und Diemelaltwasser bei Lamerden“. Das Naturschutzgebiet ist Bestandteil des 118,4 Hektar großen, gleichnamigen FFH-Gebietes. Natur- und Landschaftsschutzgebiet wurden zum 22. Dezember 1987 ausgewiesen. Im Geltungsbereich der Verordnung ersetzt es die Verordnung zum Schutze von Landschaftsbestandteilen und Landschaftsteilen aus dem Jahr 1938.

## Beschreibung
Das Naturschutzgebiet liegt nördlich von Hofgeismar im Naturpark Reinhardswald. Es stellt artenreiche und naturnahe Laubwaldgesellschaften und großflächige Kalkhalbtrockenrasen unter Schutz. Die Laubwälder sind vielfach als Buchenwälder in den Ausprägungen Waldmeister-Buchenwald und Orchideen-Buchenwald ausgebildet. Neben Rotbuche als dominierende Baumart stocken Stieleiche, Hainbuche, Bergahorn, Feldahorn, Sommerlinde, Bergulme und Elsbeere. In der Krautschicht siedeln Bärlauch, Hohler Lerchensporn, Gelbes Windröschen, Türkenbund und Vogelnestwurz. Die Halbtrockenrasen entstanden durch frühere Beweidung mit Schafen, Ziegen und Rindern. Die Beweidung wurde in den 1950er-Jahren eingestellt, so dass die Flächen verbuschten. Teilweise wurden sie mit Fichtenwäldern aufgeforstet. Nach der Unterschutzstellung des Gebietes wurden verbuschte Bereiche entkusselt und wieder beweidet, um die Halbtrockenrasen zu pflegen, so dass sich insbesondere an den nach Süden exponierten Hängen des Dingel im Osten des Naturschutzgebietes orchideenreiche Rasenbereiche entwickelt haben. Im Naturschutzgebiet siedeln die Orchideenarten Dreizähniges Knabenkraut, Purpurknabenkraut, Helmknabenkraut, Stattliches Knabenkraut, Bienenragwurz, Fliegenragwurz und Braunrote Stendelwurz sowie in den Buchenwäldern Rotes Waldvöglein, Weißes Waldvöglein, Breitblättrige Stendelwurz und Schmallippige Stendelwurz. Im Naturschutzgebiet sind auch Frauenschuhvorkommen nachgewiesen. Auf den Rasenbereichen des Dingel sind neben Orchideenvorkommen unter anderem Kreuzenzian und Katzenpfötchen zu finden. Weiterhin siedeln im Naturschutzgebiet unter anderem Deutscher Fransenenzian, Gewöhnlicher Fransenenzian, Blutwurz, Sumpfherzblatt und Schopfige Kreuzblume. Bei Kartierungen wurden insgesamt 359 Gefäßpflanzen sowie 49 Moosarten und 8 Flechtenarten festgestellt. In die Rasenflächen sind vielfach Wacholderbestände eingestreut.
Die Halbtrockenrasen beherbergen eine artenreiche Tagfalterfauna. Im Gebiet wurden 46 Arten festgestellt, darunter zahlreiche Arten, die in Hessen als mindestens gefährdet eingestuft sind. Das Naturschutzgebiet ist Lebensraum unter anderem für die Reptilienarten Schlingnatter, Blindschleiche, Zaun- und Bergeidechse.
Das Naturschutzgebiet ist vielfach von weiteren Waldgesellschaften umgeben bzw. grenzt an landwirtschaftliche Nutzflächen. Im Norden grenzt es an die im Diemeltal verlaufende Bahnstrecke Kassel–Warburg. Auf der Hochfläche des Dingel liegt ein Segelfluggelände, das nach drei Seiten von dem Naturschutzgebiet umgeben ist. Durch das Naturschutzgebiet verlaufen mehrere Wanderwege, darunter ein Abschnitt des Diemeltaler Schmetterlings-Steigs.